# Cámara magmática

11: Cámara magmática.

Una cámara magmática es un repositorio subterráneo de magma (roca fundida), de volumen considerable. Dentro de la cámara, el magma se encuentra a gran presión, y con el tiempo puede llegar a fracturar la roca que lo envuelve. Si el magma encuentra una salida hacia la superficie terrestre, el resultado es una erupción volcánica, en caso contrario, y si se enfría, formará un plutón de rocas intrusivas. Estas cámaras son difíciles de detectar en las profundidades de la Tierra, y por lo tanto la mayoría de las conocidas están cerca de la superficie, comúnmente entre 1 y 10 km de profundidad.